# Acridocarpus
Acridocarpus är ett släkte av tvåhjärtbladiga växter. Acridocarpus ingår i familjen Malpighiaceae.

## Bildgalleri

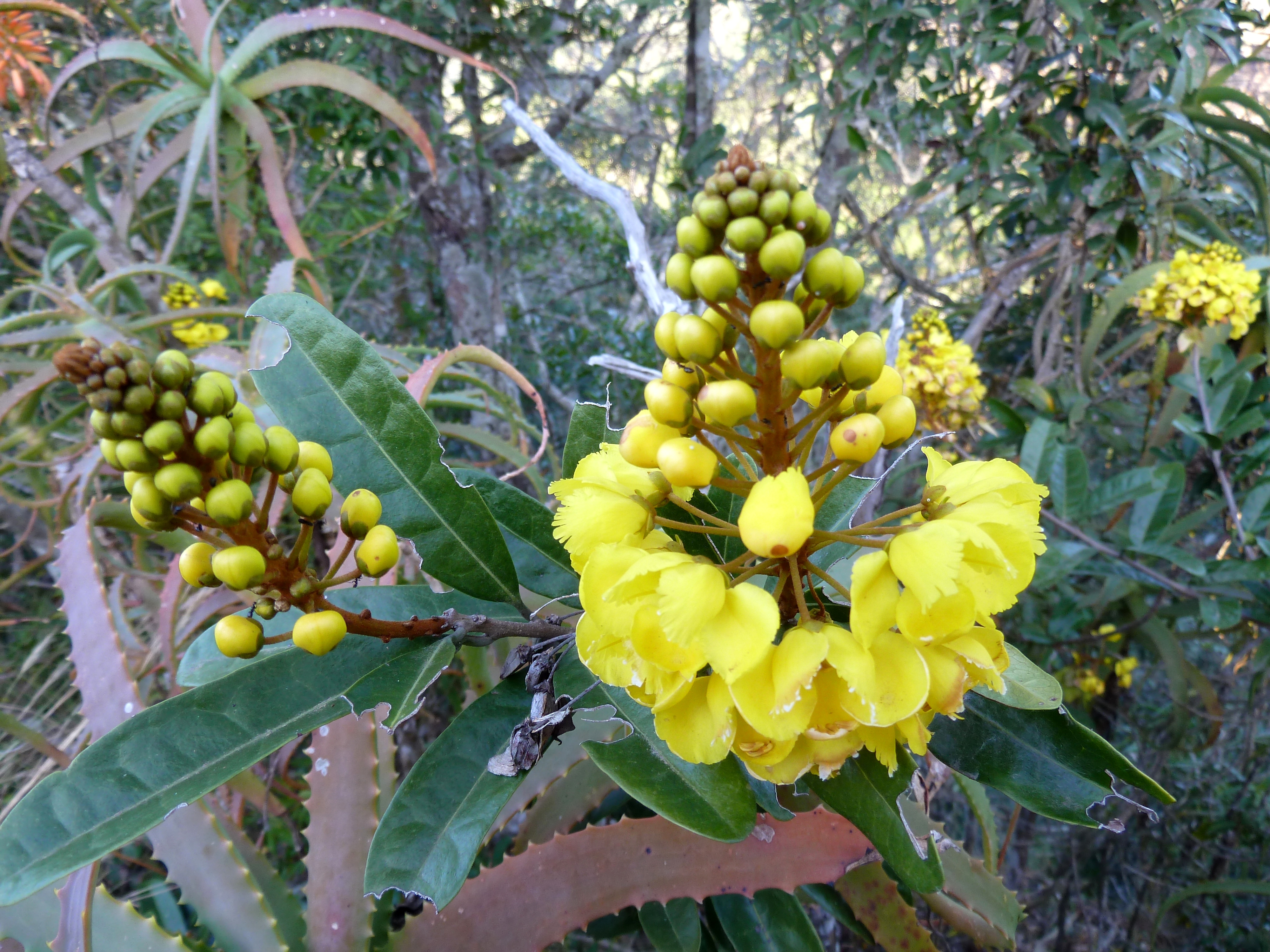
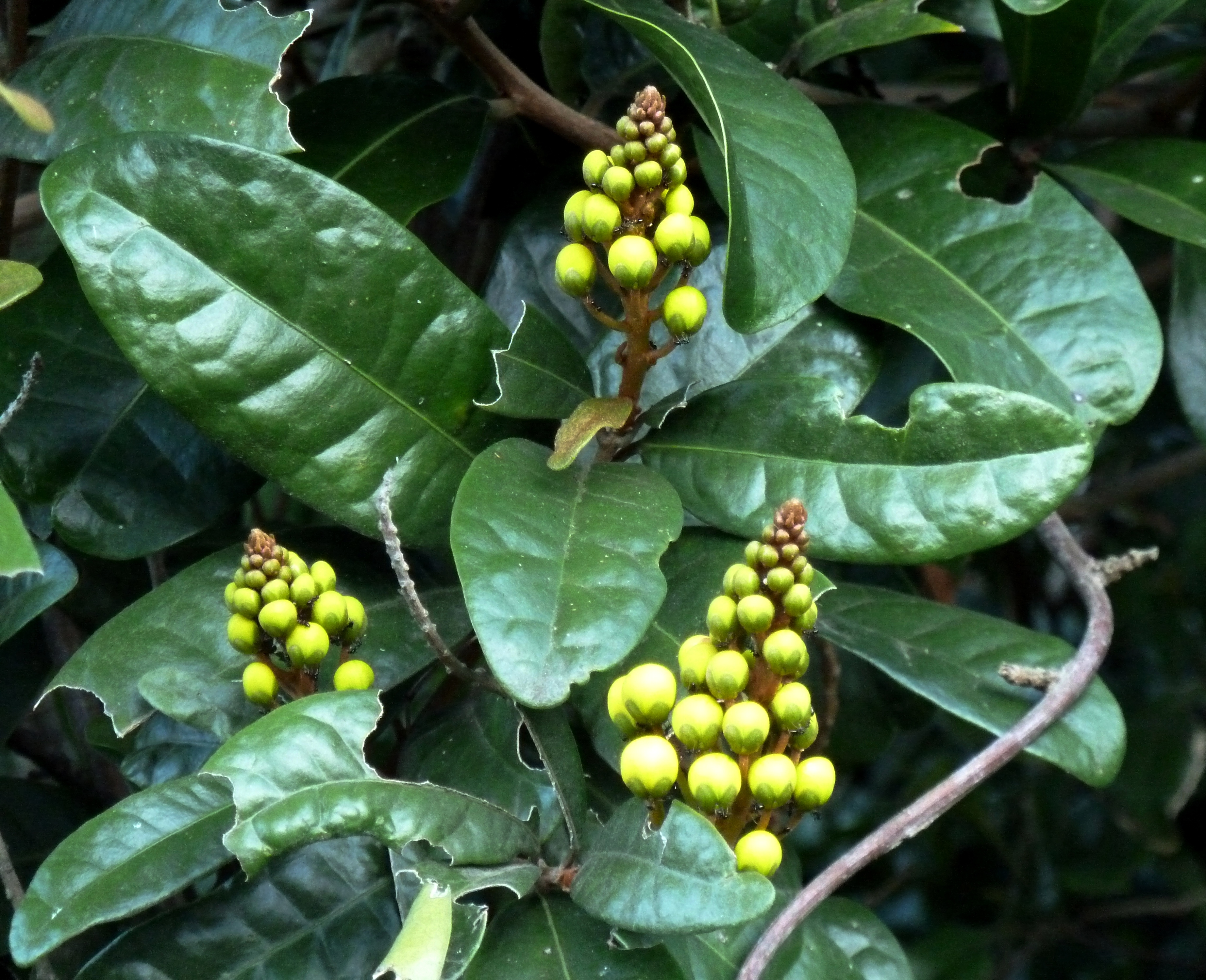
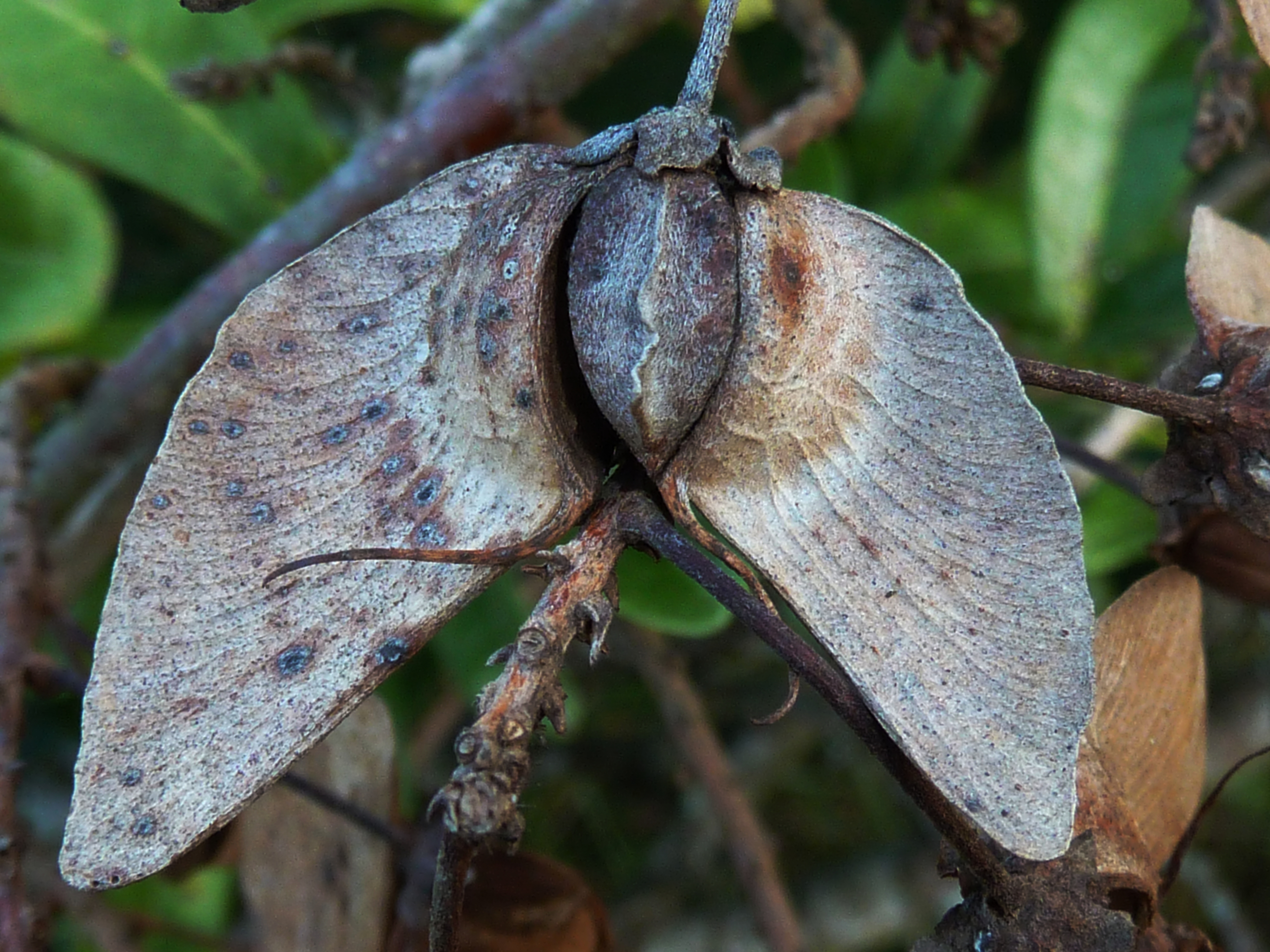
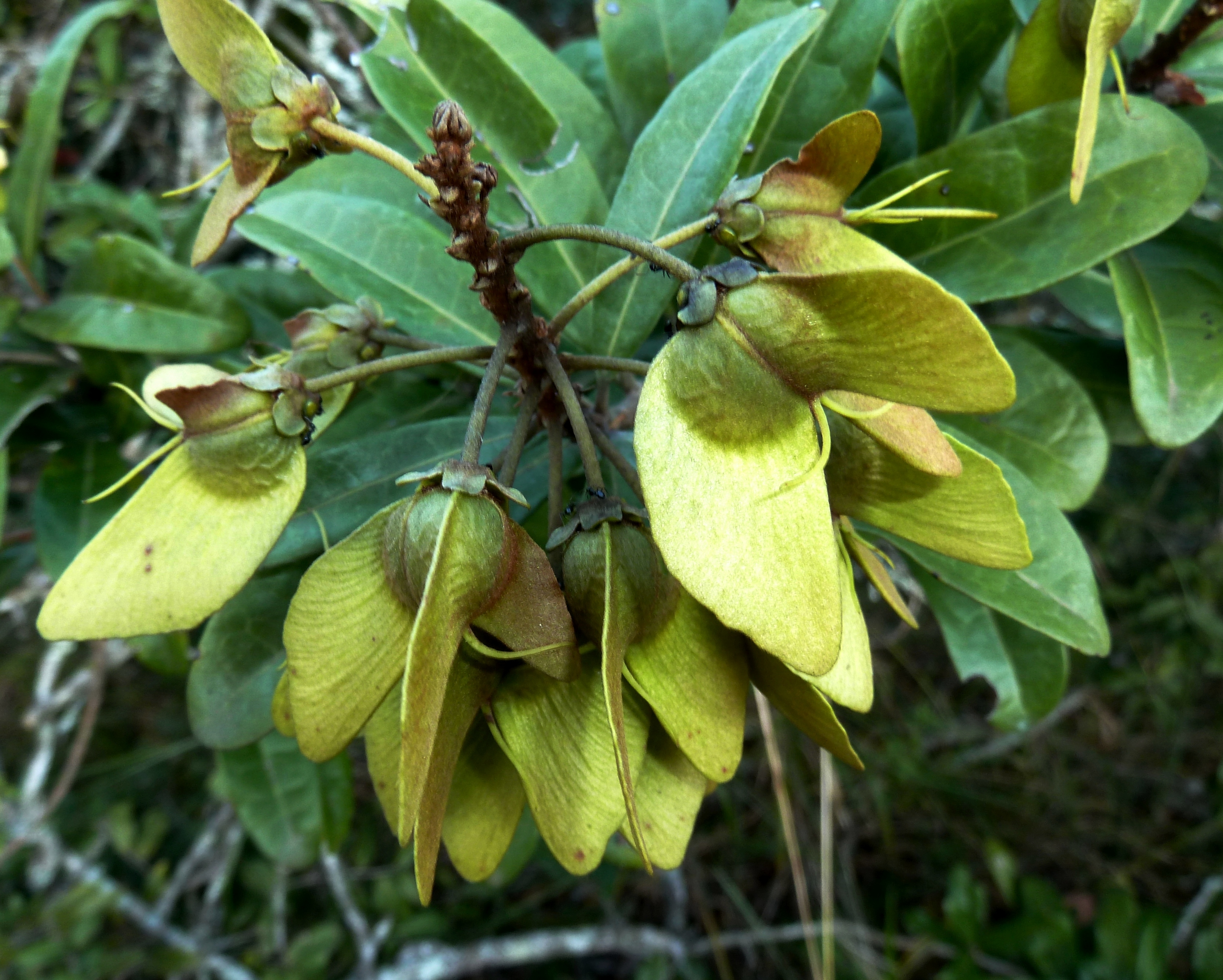
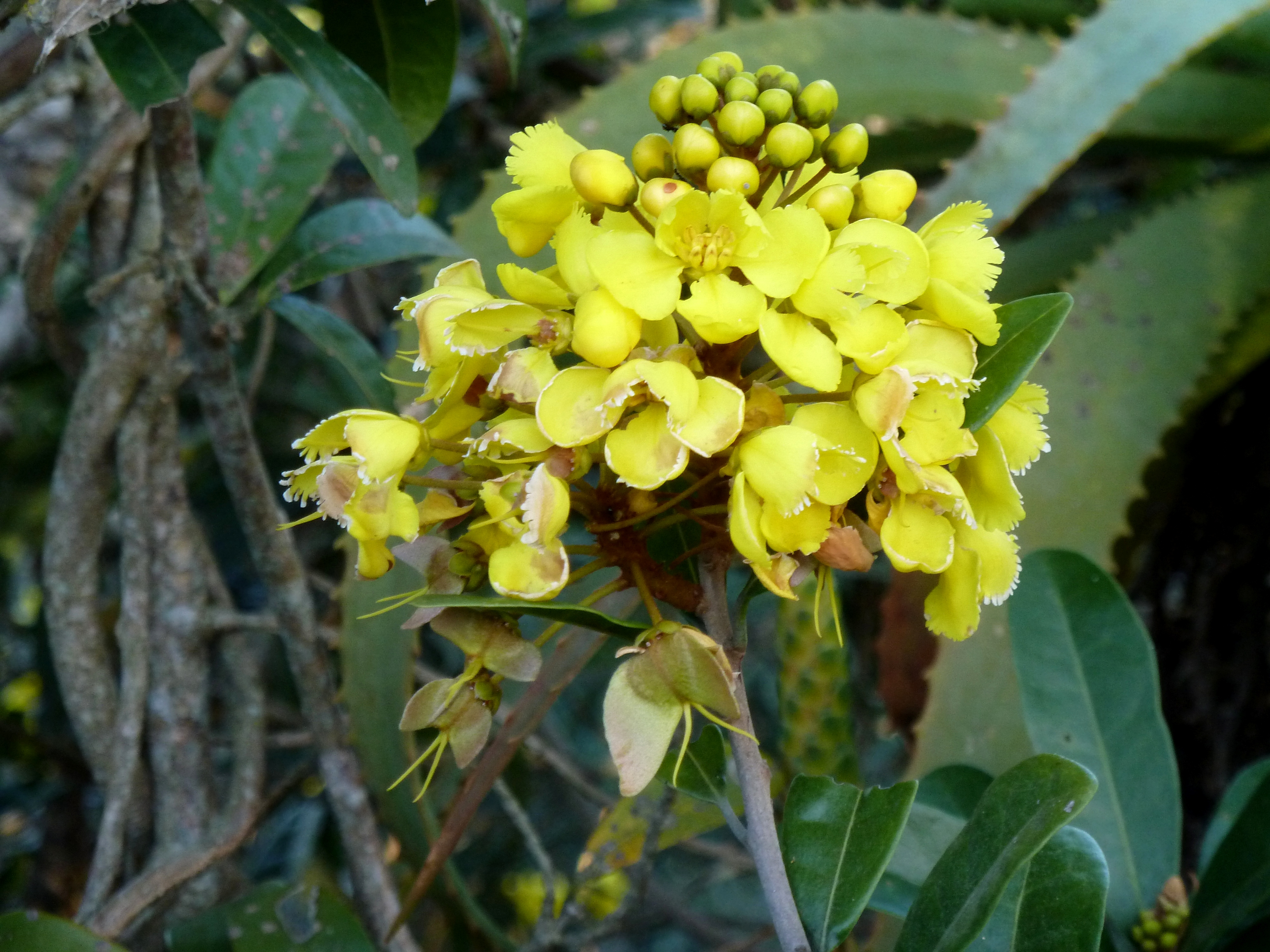
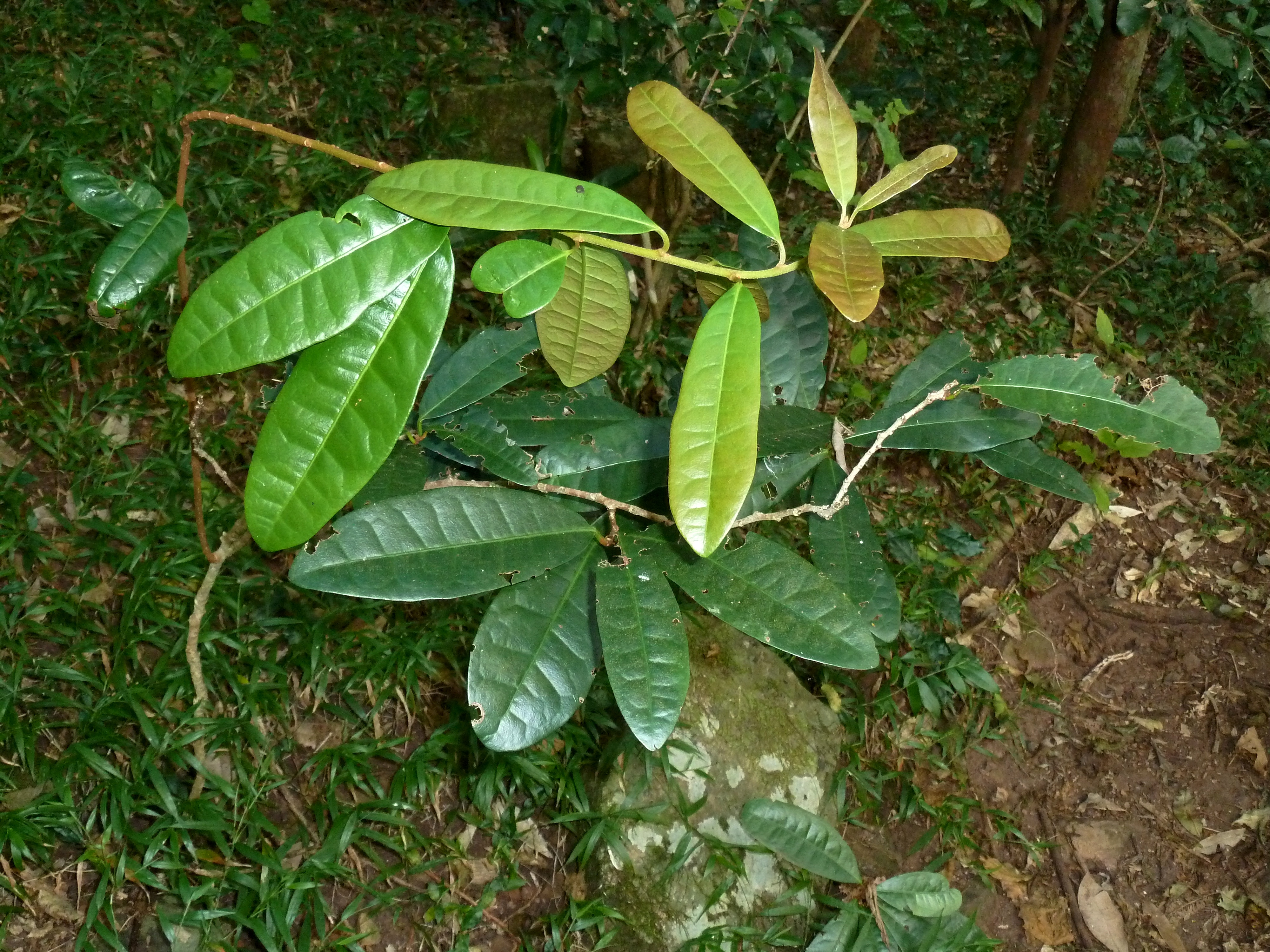

## Dottertaxa tillAcridocarpus, i alfabetisk ordning[1]
- Acridocarpus adenophorus
- Acridocarpus alopecurus
- Acridocarpus alternifolius
- Acridocarpus austrocaledonicus
- Acridocarpus ballyi
- Acridocarpus camerunensis
- Acridocarpus chevalieri
- Acridocarpus chloropterus
- Acridocarpus congestus
- Acridocarpus congolensis
- Acridocarpus excelsus
- Acridocarpus glaucescens
- Acridocarpus humbertii
- Acridocarpus katangensis
- Acridocarpus longifolius
- Acridocarpus macrocalyx
- Acridocarpus mayumbensis
- Acridocarpus monodii
- Acridocarpus natalitius
- Acridocarpus orientalis
- Acridocarpus pauciglandulosus
- Acridocarpus perrieri
- Acridocarpus plagiopterus
- Acridocarpus prasinus
- Acridocarpus smeathmannii
- Acridocarpus socotranus
- Acridocarpus spectabilis
- Acridocarpus staudtii
- Acridocarpus ugandensis
- Acridocarpus vanderystii
- Acridocarpus vivy
- Acridocarpus zanzibaricus